# Ангел, Луминица
Луминица Ангел (рум. Luminiţa Anghel, род. 7 октября 1968 в Бухаресте, Румыния) — румынская певица, представительница Румынии на Евровидении 2005.

## Евровидение
4 марта 2005 певица, вместе с перкуссионной группой Sistem, становится победительницей отборочного конкурса «Selecţia Naţională 2005», и получает возможность представить свою страну на ежегодном конкурсе песни Евровидение 2005.
На конкурсе была исполнена песни «Let me try» (рус. Дай мне попробовать). В полуфинале выступление прошло очень удачно — Румыния получила первое место с результатом в 235 баллов. Это позволило конкурсантам пройти в финал, где их выступление было оценено несколько хуже — музыканты заняли третье место, набрав 158 баллов. На данный момент это лучший результат от Румынии на этом конкурсе.
В 2010 певица снова решает принять участие на Евровидении, но на «Selecţia Naţională 2010» она занимает только второе место.

## Политическая карьера
На парламентских выборах в Румынии в 2008, Луминица представляла местную Социал-демократическую партию, но проиграла на выборах Елене Удря.

## Дискография

### Альбомы
- Şansa e de partea mea (1998)
- Promisiuni (2001)

### Синглы

#### Официально изданные
- Let Me Try
- Love Will Come
- My Everything

#### Неизданные
- All I Want
- I Ask You Why
- Save Their Lives
- You took my soul
- Betcha she doesn’t
- Blow it away
- Feeling it